# 卡布勒普萊斯 (加利福尼亞州)
卡布勒普萊斯（英語：Cubbler Place）是位於美國加利福尼亞州門多西諾縣的一個非建制地區。該地的面積和人口皆未知。

## 地理
卡布勒普萊斯的座標為39°45′10″N 123°08′59″W / 39.75278°N 123.14972°W，而該地的平均海拔高度為492米（即1614英尺）。